# 雷图斯
雷图斯（法語：Reithouse，法語發音：[ʁɛtuz]）是法国汝拉省的一个市镇，属于隆斯勒索涅区。

## 地理
雷图斯（46°33'34"N, 5°33'24"E）面积4.84 平方千米，位于法国勃艮第-弗朗什-孔泰大區汝拉省，该省份为法国东部内陆省份，北起上索恩省，西北接科多尔省，西临索恩-卢瓦尔省，南至安省，东与杜省和瑞士接壤。
与雷图斯接壤的市镇（或旧市镇、城区）包括：阿列兹、穆托讷、贝菲亚、普雷西伊、拉沙约斯。

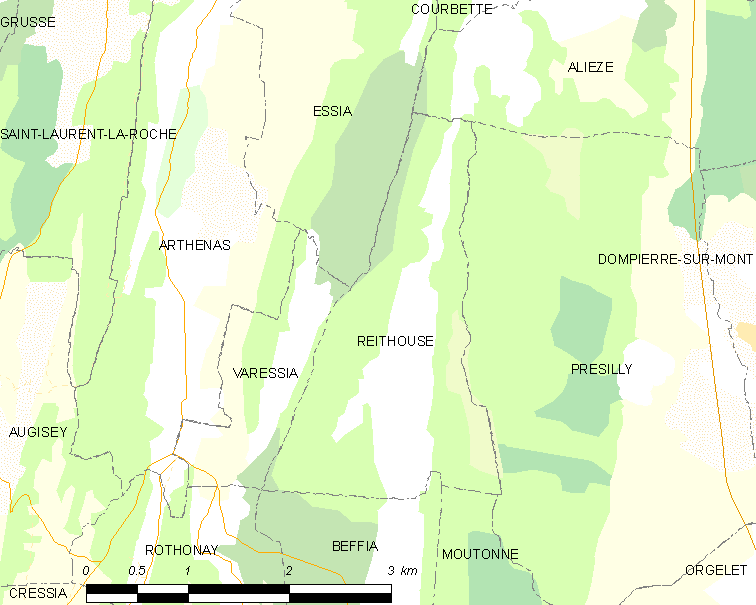
雷图斯的OSM定位图

雷图斯的时区为UTC+01:00、UTC+02:00（夏令时）。

## 行政
雷图斯的邮政编码为39270，INSEE市镇编码为39455。

## 政治
雷图斯所属的省级选区为穆瓦朗昂蒙塔涅县。

## 人口

1962-2008年间雷图斯人口变化图示

雷图斯于2022年1月1日时的人口数量为53人。